# Аргаяшский национальный округ
Аргая́шский национа́льный о́круг — башкирский национальный округ в составе Челябинской области РСФСР, существовавший с 17 января по 17 ноября 1934 года.
Центр — село Аргаяш.

## История
Зауральская Башкирия, вошедшая по решению Башкирского центрального совета 15 ноября 1917 года в состав Аргаяшского кантона Малой Башкирии, до 17 января 1934 года функционировала в качестве административно-территориальной единицы Башкирской АССР. Аргаяшский кантон, находившийся как анклав внутри огромной Уральской области.
17 января 1934 ВЦИК постановил разделить Уральскую область на три области — Свердловскую с центром в г. Свердловске, Челябинскую область с центром в г. Челябинске и Обско-Иртышскую область с центром в г. Тюмени. Границей между Свердловской и Челябинской областями считать районы: Нязе-петровский, Уфалейский, Каменский, Троицкий, Камышловский, Талицкий, Тугулымский, Ялуторовский, Омутинский, Аромашевский и Викуловский со включением их в состав Челябинской области. К Челябинской области отнести, кроме того, все остальные южные районы бывшей Уральской области, в том числе Аргаяшский кантон Башкирской АССР, преобразовав его в национальный округ Челябинской области.
Округ был образован из заселённых преимущественно башкирами Аргаяшского и Кунашакского районов Башкирской АССР, переданных в состав новообразованной Челябинской области. Постановлением Президиума ВЦИК от 17 ноября 1934 Аргаяшский национальный округ был ликвидирован.
Национальные образования на территории современной Челябинской области в советское время возникли в связи с административной реформой СССР. В ходе выполнения решений XVI съезда ВКП(б) широко распространяется термин «коренизация». В 1930 году в Башкирской АССР кантоны были разукрупнены и ликвидированы. На месте Аргаяшского кантона было организовано два района — Аргаяшский и Кунашакский. Коренизация предусматривала открытие школ, педтехникумов на родном языке, перевод делопроизводства в районах расселения национальных меньшинств на их языки, организацию газет на родных языках, переход на латинизированный тюркский алфавит — яналиф.
Впоследствии всякая национальная автономия была отменена, Аргаяшский и Кунашакский районы были на общих началах включены в состав Челябинской области.
Представители общественности Аргаяшского и Кунашакского районов Челябинской области в конце 1980-х — начале 1990-х годов выступали за восстановление национального округа; данная инициатива не встретила понимания у администрации области.